# Mauritiuskerk (Marsum)
De Mauritiuskerk in Marsum (gemeente Eemsdelta), eigendom van de Stichting Oude Groninger Kerken, is een van de fraaiste middeleeuwse kerken in de Nederlandse provincie Groningen.

## Geschiedenis

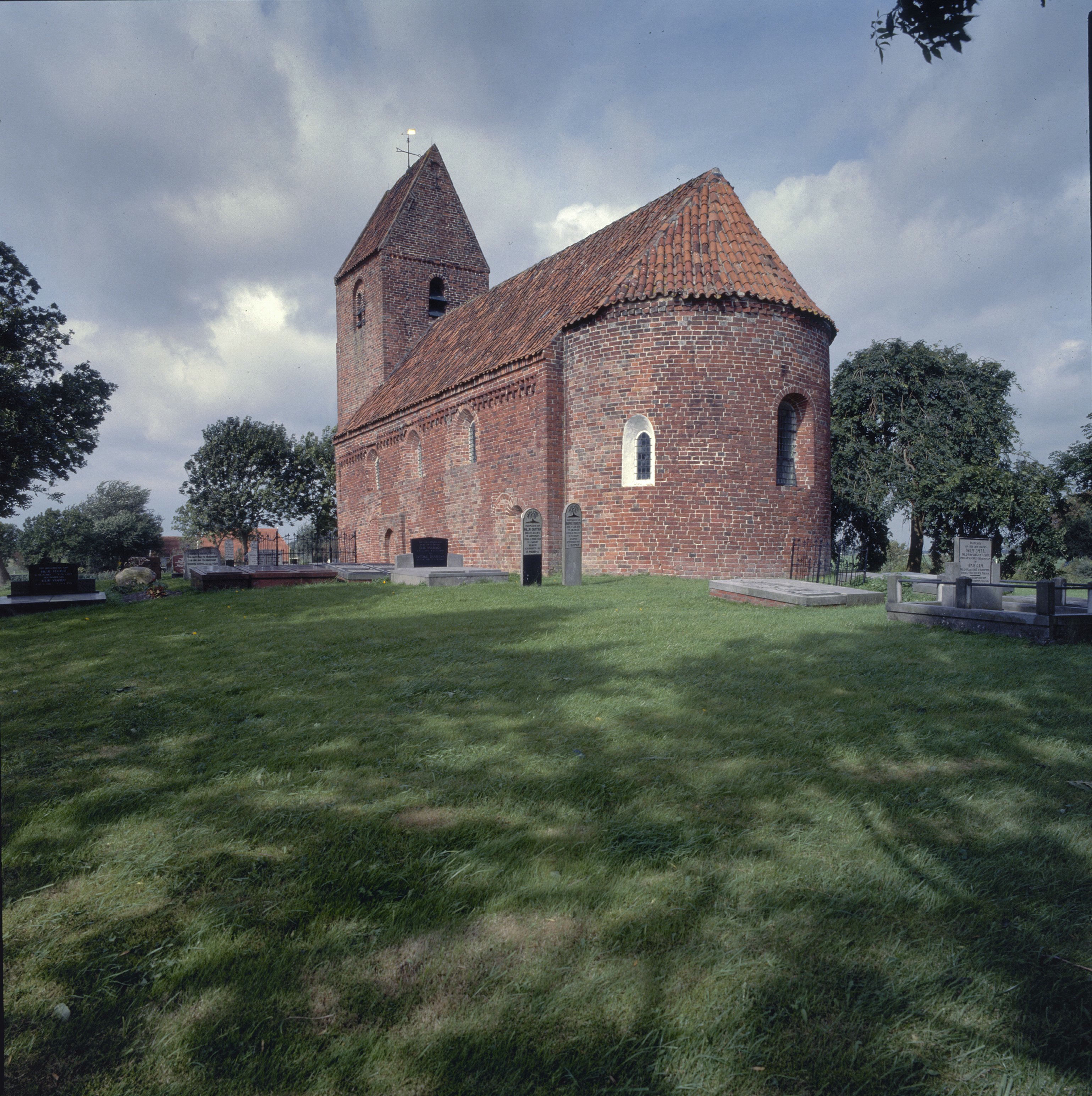
Zuidoostgevel

Men veronderstelt dat de Marsumer kerk dateert uit de 12e eeuw en daarmee behoort tot de oudste bakstenen kerken in de provincie. Na dendrochronologisch onderzoek naar de dakconstructie acht de Stichting Oude Groninger Kerken het echter niet onaannemelijk dat de kerk gebouwd is aan het begin van de 14e eeuw. Het jaartal 1306 werd gesuggereerd, maar het is ook mogelijk dat toen de kap is vernieuwd.
De kerk staat op een afgegraven wierde. Het grotendeels nog gave romaanse kerkgebouw is vrijwel het enige restant van het kerkdorp Marsum, dat bij het Beleg van Delfzijl (1813-1814) in de Franse tijd bijna compleet werd verwoest. Het is een kleine eenbeukige zaalkerk met een inspringend halfrond koor en een zadeldaktoren waarvan de verdieping naar het schip is toegekeerd. Deze verdieping werd vroeger mogelijk gebruikt als kapel. Laag in de noord- en zuidwand bevinden zich smalle vensters (hagioscopen). Op de apsis liggen nog de oorspronkelijke monniken en nonnen (holle en bolle dakpannen). Het balkenplafond is niet uit de middeleeuwen, maar uit het einde van de 18e eeuw, evenals de preekstoel.
Op de torenklok is een afbeelding van de heilige Mauritius gegraveerd, met de tekst:
s.mauritius ben ick geheten marsum heeft mi laten geten ao 1620, joannes symon & anthonius filius & petrus joly galli me fecerunt
De genoemde drie klokkengieters Symon (vader en zoon) en Joly hebben veel meer kerken in Groningen, Friesland en Oost-Friesland van klokken voorzien, bijvoorbeeld die van het naburige Holwierde, ook in 1620.
Het kerkorgel is in 1999 gebouwd door de orgelbouwer Winold van der Putten te Finsterwolde. Het is een replica van een middeleeuws instrument, het Theophilusorgel, genoemd naar de Benedictijner monnik Theophilus Presbyter (vermoedelijk het pseudoniem van Roger van Helmarshausen, 1070-1125). Het ontwerp van het orgel is gebaseerd op beschrijvingen in middeleeuwse teksten van onder meer Theophilus, en op een afbeelding in het Rutland Psalter (± 1260). Ook op basis van geschriften van Theophilus werd in 2006 door de klokkengieter Simon Laudy in het koor van het kerkje een carillon van veertien bronzen klokken geplaatst.
De kerk wordt nog gebruikt voor kerkdiensten van de Protestantse Kerk in Nederland. Daarnaast fungeert het gebouw als repetitieruimte van het ensemble Super Librum voor oude muziek.

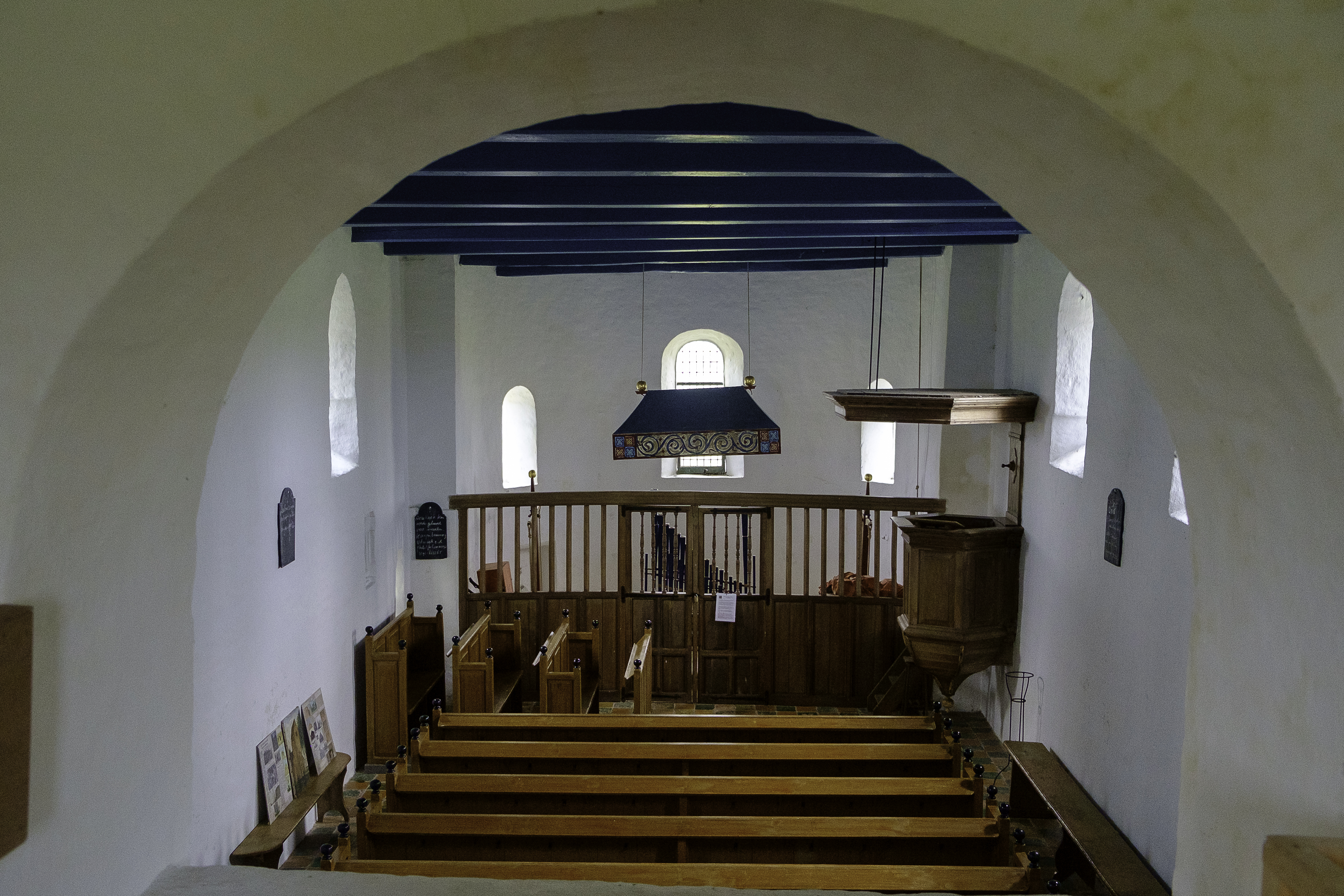
Interieur vanaf de kapel op de verdieping
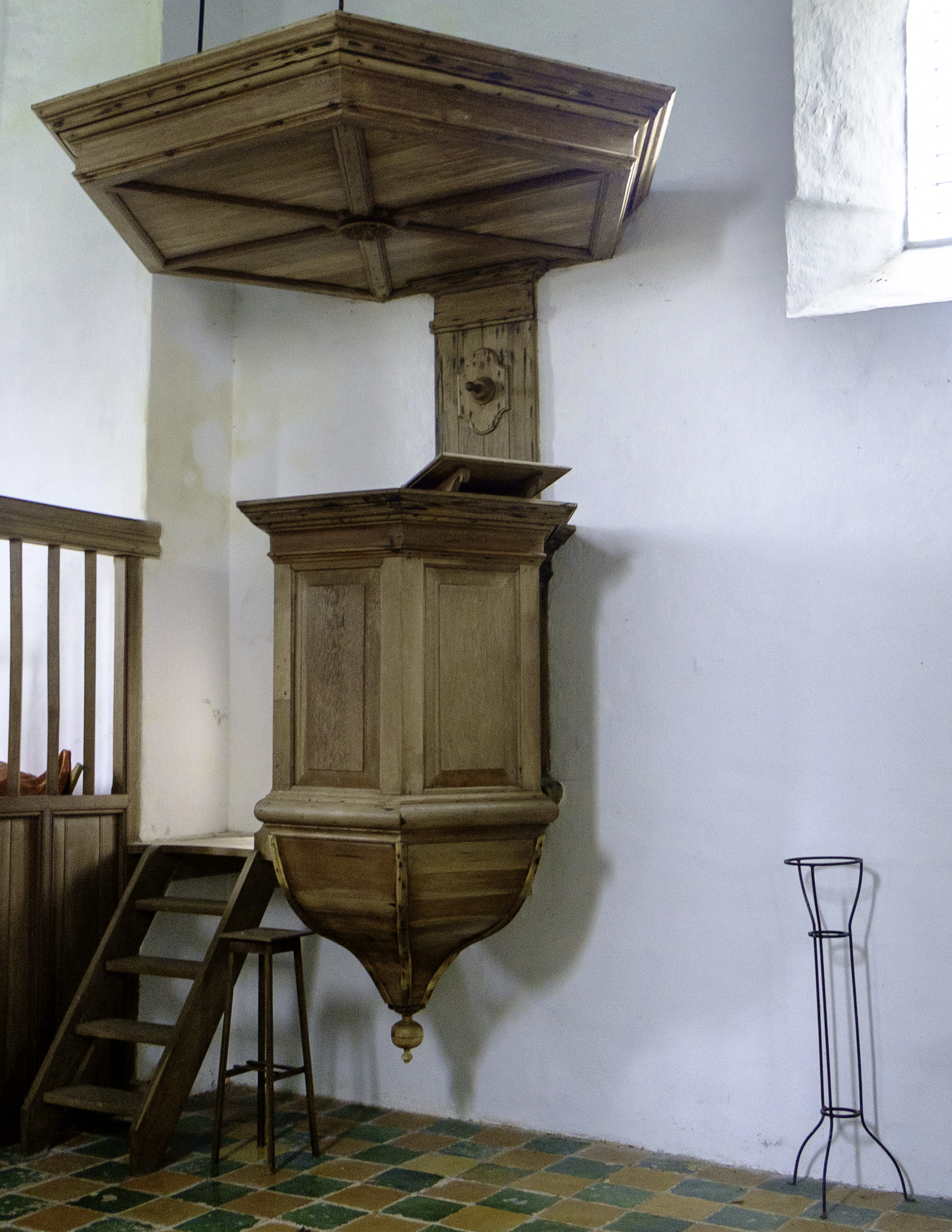
Preekstoel
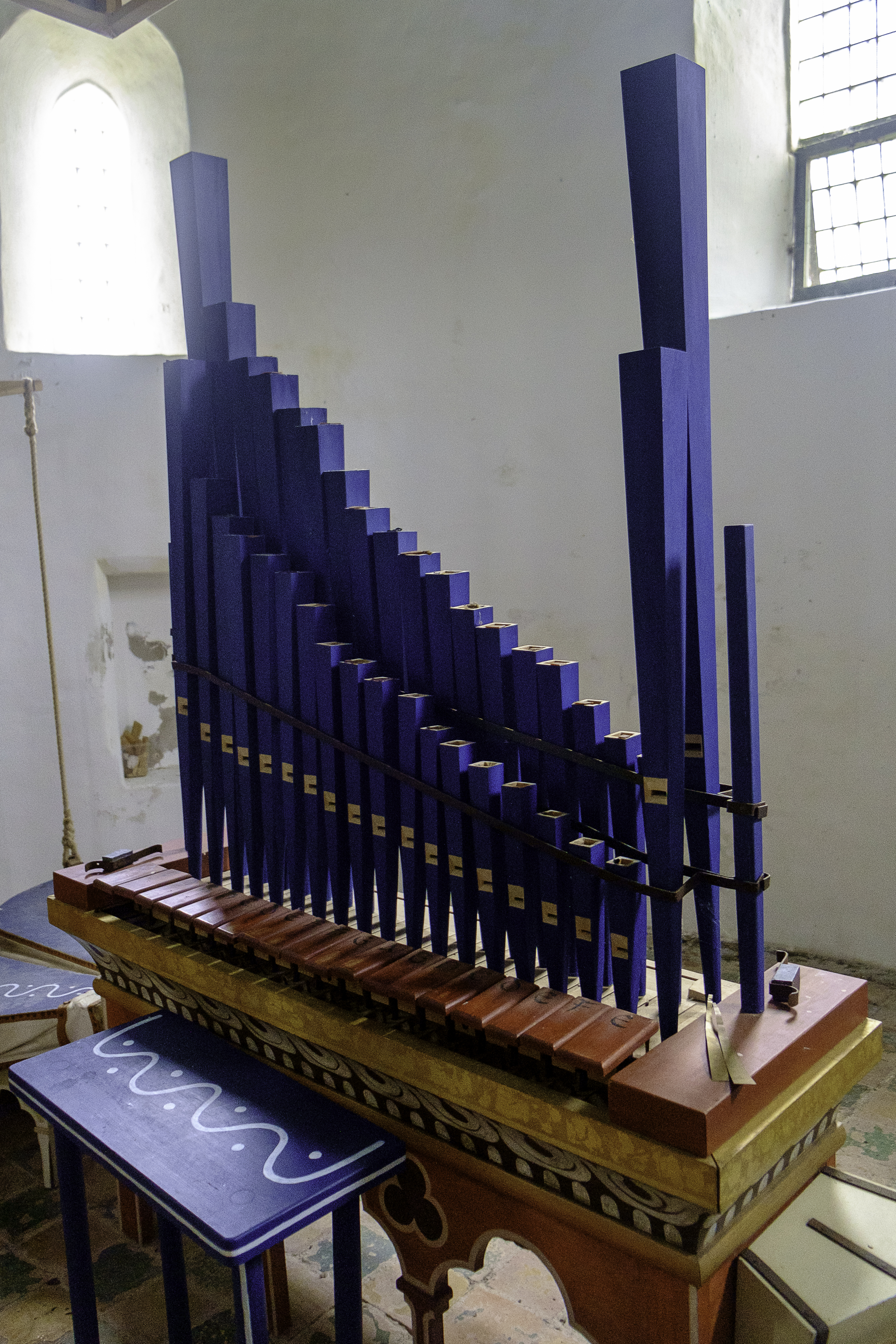
Theophilusorgel